# South Portland
South Portland es una ciudad ubicada en el condado de Cumberland en el estado estadounidense de Maine. En el Censo de 2020 tenía una población de 26,498 habitantes y una densidad poblacional de 847.7 personas por km².

## Geografía
South Portland se encuentra ubicada en las coordenadas 43°37′53″N 70°17′10″O / 43.63139, -70.28611. Según la Oficina del Censo de los Estados Unidos, South Portland tiene una superficie total de 36.29 km², de la cual 31.04 km² corresponden a tierra firme y (14.47%) 5.25 km² es agua.

## Demografía
Según el censo de 2010, había 25.002 personas residiendo en South Portland. La densidad de población era de 688,93 hab./km². De los 25.002 habitantes, South Portland estaba compuesto por el 91.06% blancos, el 2.07% eran afroamericanos, el 0.3% eran amerindios, el 3.76% eran asiáticos, el 0.02% eran isleños del Pacífico, el 0.82% eran de otras razas y el 1.97% pertenecían a dos o más razas. Del total de la población el 2.22% eran hispanos o latinos de cualquier raza.